# إدارة أولانشو
إدارة أولانشو (بالإنجليزية: Olancho Department)‏ هي إدارة في هندوراس، تتبع هندوراس، عاصمتها خوتيكالبا.

## جغرافيا
تقع الإدارة في شرق هندوراس وتتاخم الحدود مع نيكاراجوا تبلغ مساحتها 24٬057٫0 كيلومتر مربع وهي أكبر إدارة في هندوراس وتحيط بها الدارات التالية: كولون، إل بارايسو، فرانسيسكو مورازان، غراسياس أديوس، يورو .

## ديموغرافيا
بلغ عدد سكانها 520٬761 نسمة، في 2013

## أعلام
- فرنسيسكو غوميز
- خوسيه ماريا رييس ماتا ماتا